# Beechcraft T-6 Texan II
Beechcraft T-6 Texan II là một loại máy bay động cơ turboprop, do Raytheon Aircraft Company (đã trở thành Hawker Beechcraft và nay là Beechcraft Corporation) chế tạo. Dựa trên loại Pilatus PC-9, T-6A được Không quân Hoa Kỳ sử dụng cho nhiệm vụ huấn luyện phi công cơ bản, Hải quân Hoa Kỳ sử dụng cho huấn luyện sơ cấp và trung cấp.

## Biến thể

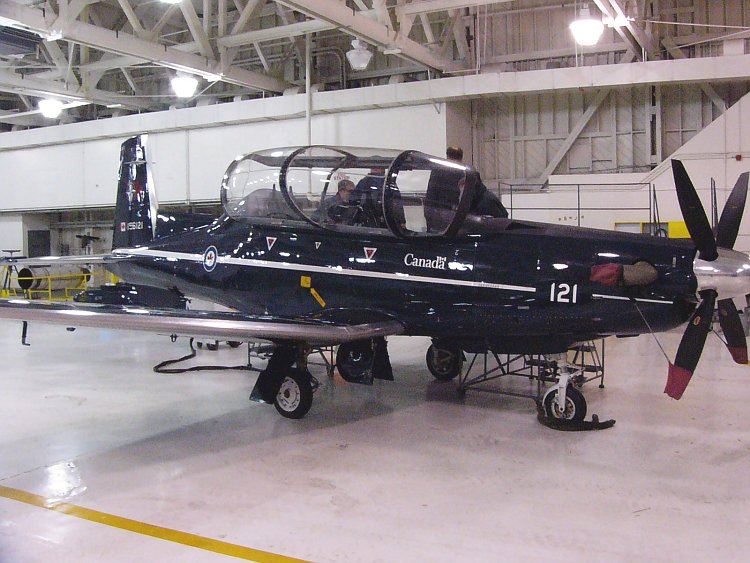
CT-156 Harvard II tại CFB Moose Jaw năm 2005

T-6A Texan II
T-6A NTA Texan II
T-6B Texan II
AT-6B Texan II
T-6C Texan II
CT-156 Harvard II

## Quốc gia sử dụng
Canada

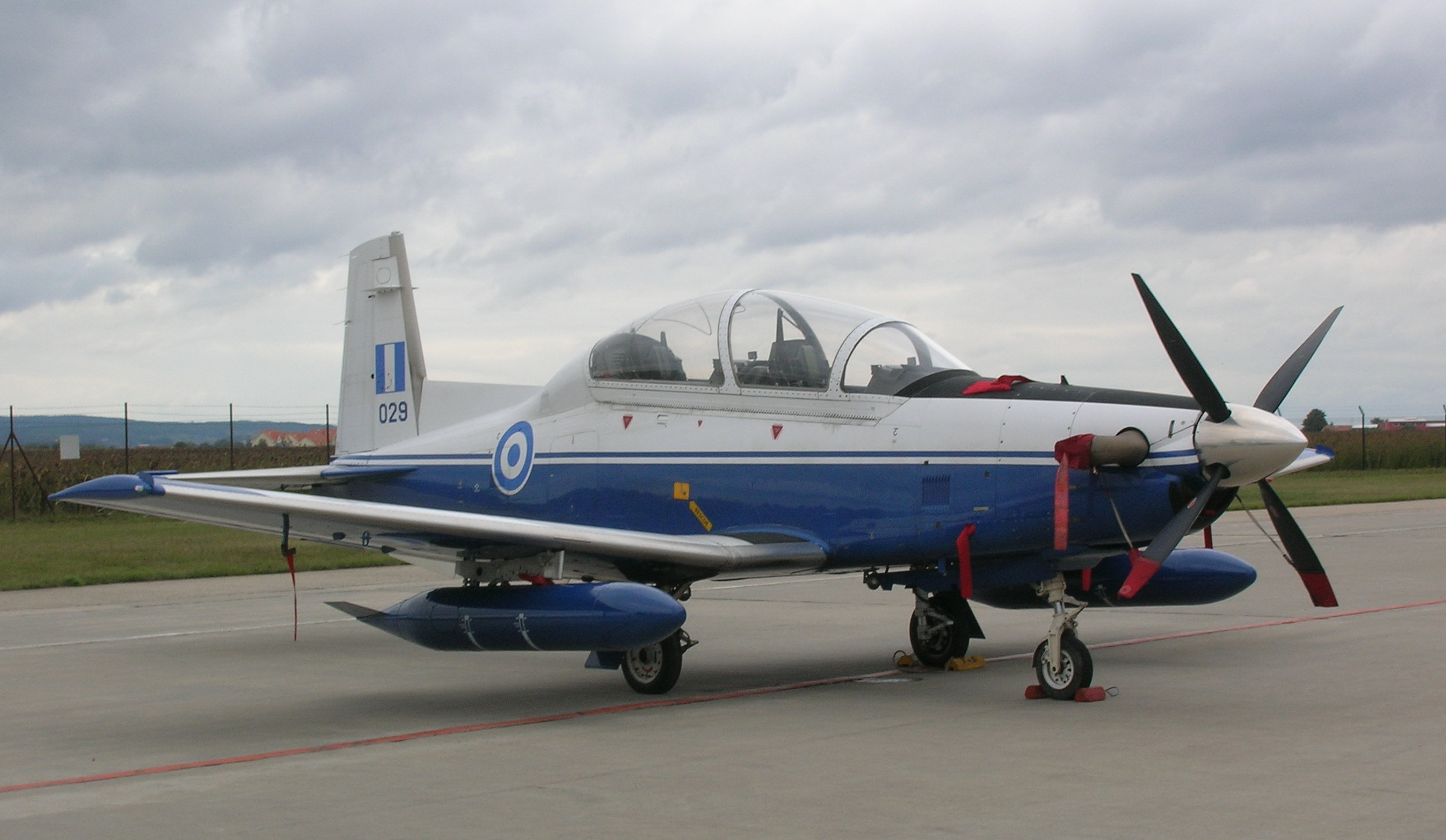
T-6A Texan II của không quân Hy Lạp tại Brno

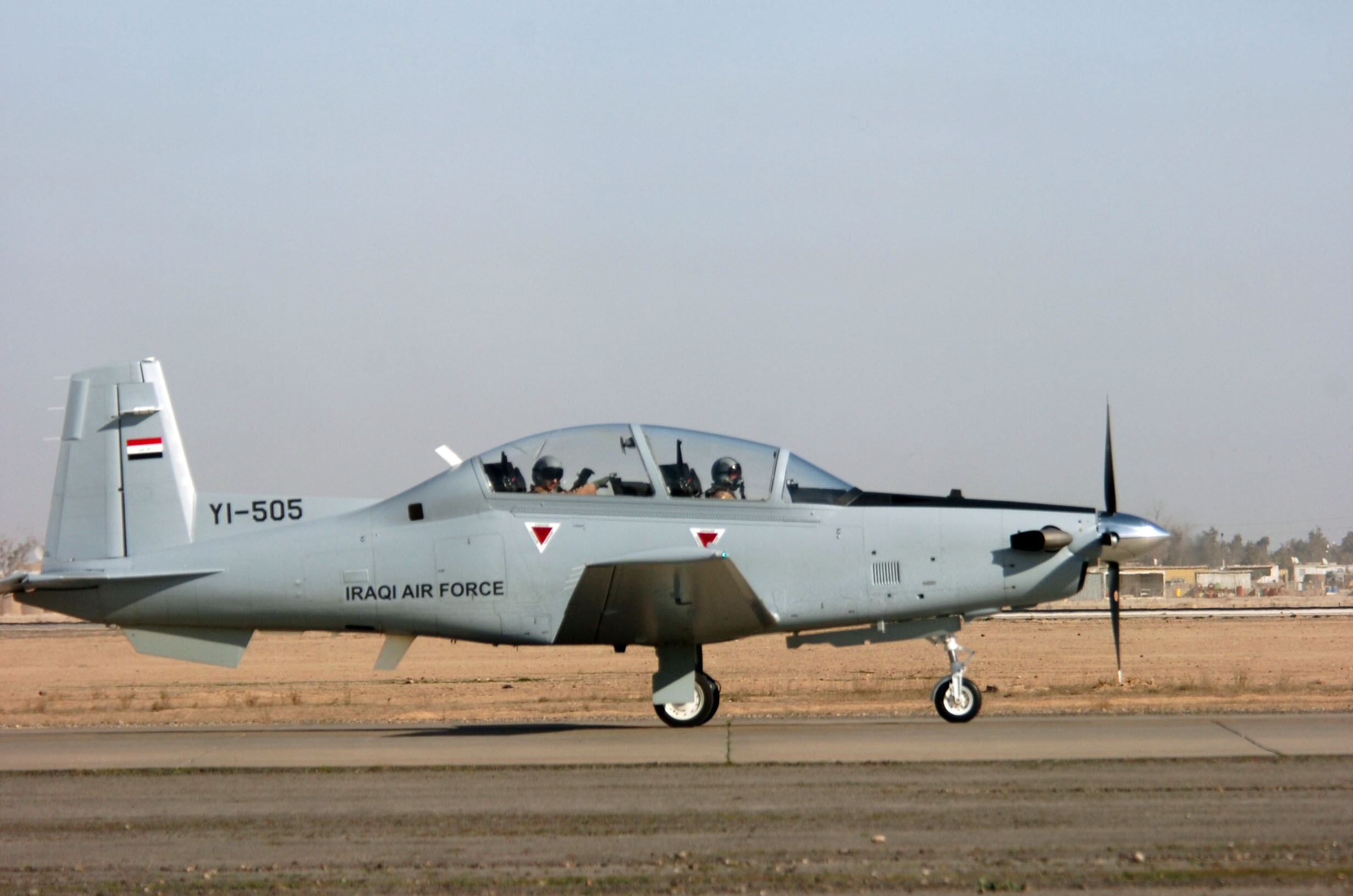
T-6A Texan II của Iraq

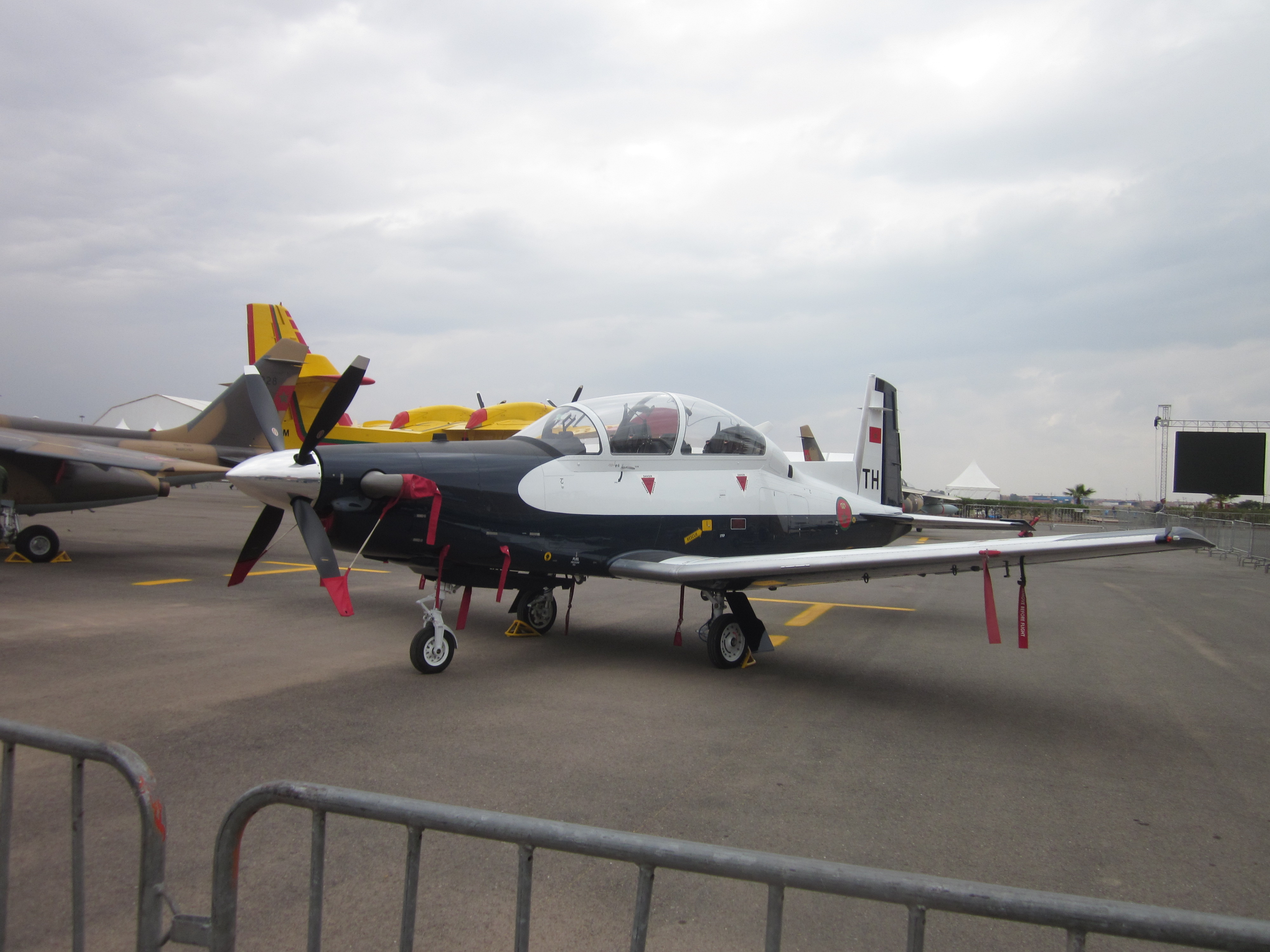
T-6C Texan II của Maroc trong triển lãm hàng không Marrakech

- Bộ chỉ huy không quân Lực lượng vũ trang Canada/Không quân Hoàng gia Canada[6]

 Đức
- Không quân Đức (Luftwaffe)[7]

 Hy Lạp
- Không quân Hy Lạp

 Iraq
- Không quân Iraq[8]

 Israel
- Không quân Israel[9]

 México
- Không quân Mexicol[10]

 Maroc
- Không quân Hoàng gia Maroc[11]

 Hoa Kỳ
- Không quân Hoa Kỳ
- Hải quân Hoa Kỳ

## Tính năng kỹ chiến thuật (T-6A)
Dữ liệu lấy từ Global Security, USAF and
USN
Đặc tính tổng quát
- Kíp lái: 2
- Sức chứa: 2
- Chiều dài: 33 ft 4 in (10,16 m)
- Sải cánh: 33 ft 5 in (10,19 m)
- Chiều cao: 10 ft 8 in (3,25 m)
- Tỉ số mặt cắt: 6.29:1
- Trọng lượng rỗng: 4.707 lb (2.135 kg)
- Trọng lượng có tải: 6.300 lb (2.858 kg)
- Trọng lượng cất cánh tối đa: 6.500 lb (2.948 kg)
- Sức chứa nhiên liệu: 149 Imp gal (677,5 lít, 1.200lbs)
- Động cơ: 1 × Pratt & Whitney Canada PT6A-68 kiểu turboprop, 1.100 shp (820 kW)
- Cánh quạt: 4-lá Hartzell Propeller

Hiệu suất bay
- Vận tốc hành trình: 320 mph (278 kn; 515 km/h)
- Tốc độ không vượt quá: 364 mph (316 kn; 586 km/h)
- Tầm bay: 1.036 mi; 1.667 km (900 nmi)
- Trần bay: 31.000 ft (9.449 m)
- Số G giới hạn: +7,0g -3,5g